# 自主ギャラリー
自主ギャラリー（「自主運営ギャラリー」ともいう）とは、企業などの支援ではなく、個人、もしくは少数の同人などによって運営されるギャラリーを指す。
特に、カメラメーカー、フィルムメーカーなどがギャラリーを運営し、その発表の場になっている写真業界において、これらのメーカー系のギャラリーに対して、独立した表現の場を求める写真家、写真評論家によって作られたギャラリーが少なくない。
最近では新宿から四谷にかけて、数多くの自主写真ギャラリーで賑わっている。
写真家、写真評論家によって作られたこれらのギャラリーではワークショップが行われることが多く、利用者とのあいだにある種の師弟関係が生じ、派閥のようなものも存在する。これらの派閥は写真史等の研究上、重要である。
又、銀座中心だった美術ギャラリー（特に現代美術）が、東京都内の広範囲の場所に分散する傾向にある。

## 現在活動中の自主ギャラリー

### フォトギャラリー
- 現代HEIGHTS gallery Den
- ギャラリー・ニエプス
- フォトグラファーズ・ギャラリー
- プレイスM
- ロータスルートギャラリー(現)トーテムポールフォトギャラリー
- TAP Gallery

### 現代美術ギャラリー
- ひみつギャラリー
- 現代美術製作所
- CAS
- switch point
- boice planning
- FADs art space
- 新宿眼科画廊

## すでに閉鎖された自主ギャラリー

### フォトギャラリー
- プリズム（新宿）  東京綜合写真専門学校や東京造形大学の在校生や卒業生が中心（※） 1976年3月-
- PUT（新宿）  ワークショップ写真学校の東松照明教室の卒業生が中心  1976年6月-
- CAMP（新宿二丁目）  ワークショップ写真学校の森山大道教室の卒業生が中心
- Galerie de Cafe伝（経堂）
- ギャラリー「さくら組」（渋谷宮益坂上の豆腐屋の2階）  東京写真専門学校の森山大道、深瀬昌久クラスの卒業生が中心 1984年-1988年
- PAXギャラリー（目黒の印刷屋の2階）  東京綜合写真専門学校の在校生や卒業生が中心
- Mole、旧FLOG（四谷三丁目）  東京綜合写真専門学校の卒業生が中心
- 平永町橋ギャラリー（神田須田町）  須田一政氏が中心
- ギャラリー街道(東京都杉並区成田東)
- Galerie街道りぼん（東京都杉並区成田東） 東京ビジュアルアーツ卒業生が中心 2010年2月-2011年1月

### 現代美術ギャラリー
- Deluxe
- Gallery TEZZ
- appel（経堂）2002年1月-2006年10月
- 沢田マンションギャラリーroom38 (高知県高知市） 2010年1月-2016年12月

（※）設立時のメンバーの中心であって、必ずしもメンバーの全てではない。以下同じ。